# Palazzo Marliani-Cicogna
Palazzo Marliani-Cicogna è un edificio di Busto Arsizio, in passato dimora dei conti Marliani, che attualmente ospita la biblioteca comunale e le civiche raccolte d'arte.

## Storia
Il palazzo fu dimora dei conti Marliani, proprietari del feudo di Busto Arsizio tra XVI secolo e il XVIII secolo. Il conte Luigi Marliani decise di stabilirsi a Busto Arsizio e acquistò nel 1624 un'abitazione rurale, probabilmente a impianto rettangolare o a cortili centrali. Affacciata su una grande piazza con annessi orti e giardini, tra il 1624 e il 1653, la dimora fu trasformata in palazzo. Tra gli anni '30 e '40 del Settecento fu oggetto di un completamento: le due ali vennero collegate da un muro curvilineo che si affaccia sulla piazza e vennero modificate le cornici delle finestre e i ferri battuti. Vennero a crearsi due corti interne, una delle quali collegata alla piazza pubblica e unita, tramite un porticato, al giardino e all'orto posti a nord del palazzo, a ridosso del terrapieno di difesa del borgo.
Per dividere le pertinenze della villa dalla piazza pubblica fu costruito un muro ondulato, aperto nel mezzo da un portale databile al Settecento. Nel corso del secolo successivo avvenne invece il passaggio della proprietà dai Marliani ai Cicogna.
Le notizie certe relative a palazzo Marliani-Cicogna si trovano a partire dal 1822, quando il comune acquistò l'edificio. All'epoca l'attuale piazza Vittorio Emanuele II era di forma rettangolare e presentava, sul lato nord, il palazzo e case rurali e fienili sugli altri tre lati. Era collegata al borgo attraverso due strade che conducevano, la prima, alla piazza San Giovanni e al quartiere Basega (basilica), e la seconda alla porta dei Re Magi e ai quartieri di Pessina (piscina) e Sciornago.
Nel 1861 venne aperta la via Pozzi, diretta verso l'odierna piazza Garibaldi, e vennero insediati gli uffici comunali di Busto Arsizio all'interno del palazzo, dopo una serie di interventi di adeguamento e ampliamento. A ovest fu costruita una cortina di uffici rispecchiando lo stile che caratterizza il palazzo seicentesco e vennero realizzati la scala e il disimpegno dei locali dell'ala est. Risale invece al 1855 l'inaugurazione delle carceri ottocentesche progettate dall'architetto Giuseppe Brivio sul lato nord di palazzo Marliani-Cicogna.
Nel 1899, in seguito alla costruzione delle scuole Carducci (oggi liceo classico Daniele Crespi), una nuova strada parallela a via Pozzi venne fatta sfociare sulla piazza del Conte, che intanto aveva assunto il nome di piazza Vittorio Emanuele II.
Nel 1910, nel corso di agitazioni popolari, il leone in pietra, simbolo della famiglia Marliani, posto sopra il cancello che si apre nel muro ondulato verso la piazza venne abbattuto. Nel 1936 venne realizzata via Borroni, che dalla piazza va verso nord: per fare ciò, nel rispetto del piano regolatore della città del 1933 di Cesare Albertini, venne demolita la parte orientale del palazzo.
Nel 1971-1972 il comune di Busto Arsizio fece realizzare un rilievo grafico e fotografico del complesso edilizio che versava in condizioni di importante degrado, in particolare nella copertura e nei solai lignei. Nel 1972 l'architetto Giuseppe Magini riportò alla luce tre dei quattro soffitti in legno decorato appartenenti ai locali del primo piano prospettanti sulla piazza. Altri tre soffitti decorati furono scoperti nel 1976 per volere della Soprintendenza ai Monumenti della Lombardia.
Nel 1976-1977 la copertura in legno venne sostituita da una struttura in cemento armato in modo da renderla più sicura contro gli incendi; i soffitti decorati vennero comunque mantenuti.
Dopo essere stata dimora nobiliare, sede di uffici comunali e, dal 1918 al 1969, sede della Procura del Re prima e della Repubblica poi, dal 1969 ospita la biblioteca alla quale, dal 1990, si affiancano le civiche raccolte d'arte.
Durante i lavori di restauro dell'edificio del 2002, sono state riscoperte le antiche cantine dei vini, alle quali si accede tramite una scala interna al palazzo. Questo ambiente risale a un'epoca antecedente al XVI secolo e il suo recupero è stato effettuato nel 2018 grazie a un contributo della Regione Lombardia ed è oggi parte degli spazi per esposizioni del museo.